# 移動現象論
移動現象論（いどうげんしょうろん、英: transport phenomena）は、輸送現象論、移動速度論とも呼ばれ、物質（成分）、熱、運動量などの物理量が移動する現象を扱う工学の一分野である。

## 歴史
流体中における運動量、熱および物質の移動現象については、それぞれの分野でデータの蓄積を中心に個別的かつ経験的に発展してきたが、それらがいずれも類似の基本法則に支配されることに着目し、共通の視点から取り扱う新しい工学体系として提案したのはBird (1960)であった。

## 移動現象を表す方程式
移動現象は物理学や化学のさまざまな分野で現れ、その法則も類似している。一般に、物理量の空間勾配を駆動力にして、それに比例した大きさの流束（単位時間、単位面積当たりに移動する物理量）が生じるという形になっている。このときの比例係数を一般に輸送係数とよぶ。
各現象の名称については、熱交換、物質交換などのように、「移動」を「交換」と呼び換えることがある。
運動量移動
流体力学の分野のニュートンの粘性の法則によると、せん断応力（運動量流束）τxy はせん断速度（速度vx の勾配）に比例する：
{\displaystyle \tau _{xy}=-\mu {\frac {\partial v_{x}}{\partial y}}.}
比例係数μは粘性係数と呼ばれる。
熱移動
伝熱工学の分野のフーリエの法則によると、熱流束q は温度T の勾配に比例する：
{\displaystyle q=-\lambda {\frac {\partial T}{\partial y}}.}
比例係数λ は熱伝導率と呼ばれる。
物質移動
拡散に関するフィックの拡散の（第一）法則によると、質量流束j は濃度c の勾配に比例する：
{\displaystyle j=-D{\frac {\partial c}{\partial y}}.}
比例係数D は拡散係数と呼ばれる。
電荷移動
電磁気学における電気伝導によると、電流密度（電荷の流束）J は電界E （電位V の勾配）に比例する：
{\displaystyle J=\sigma E=-\sigma {\frac {\partial V}{\partial x}}.}
比例係数σ は電気伝導率と呼ばれる。

## 拡散現象を表す方程式
それぞれの物理量に対応する保存則から、物理量の時間変化は流束の発散で表される。上記の各例についてこのことを定式化すると、以下の拡散方程式で表される。
運動量の拡散
{\displaystyle \rho {\frac {\partial v_{x}}{\partial t}}=\mu \left({\frac {\partial ^{2}v_{x}}{\partial x^{2}}}+{\frac {\partial ^{2}v_{x}}{\partial y^{2}}}\right)}
熱拡散（熱伝導方程式）
{\displaystyle \rho c_{\mathrm {p} }{\frac {\partial T}{\partial t}}=\lambda {\frac {\partial ^{2}T}{\partial x^{2}}}}
物質拡散（フィックの拡散の第二法則）
{\displaystyle {\frac {\partial c}{\partial t}}=D{\frac {\partial ^{2}c}{\partial x^{2}}}}
電荷の拡散
電荷保存則から電荷（または電位）の拡散方程式が導かれる可能性があるが、そのような方程式は未だ知られていない。
磁場の拡散
磁気流体力学においては、拡散方程式に類似する次の方程式がある。これは誘導方程式と呼ばれる。
{\displaystyle {\frac {\partial {\boldsymbol {B}}}{\partial t}}={\frac {1}{\mu \sigma }}\nabla ^{2}{\boldsymbol {B}}+\operatorname {rot} ({\boldsymbol {v}}\times {\boldsymbol {B}})}
ここでB は磁束密度、μは透磁率、σは導電率、1/(μσ)は磁気拡散係数、v は速度である。

## 無次元数による比較
上記の各移動現象は同時に起こることも多く、各流束の大きさの比較が重要になることがある。粘性係数は動粘性係数νで、熱伝導率は熱拡散率α で考えると（拡散係数はそのままでよい）全て単位がm2/sとなる。そのため、それぞれの値の比をとった無次元数を調べることにより、大きさの比較をすることができる。
- 動粘性と熱拡散率の比をプラントル数という。
- 動粘性と物質拡散の比をシュミット数という。
- 熱拡散と物質拡散の比をルイス数という。

## アナロジー
- 運動量移動について、移動方向に流れがある場合の運動量流束τf は抵抗係数f を用いてτf = -fρvx2/2 で表すことができる。これと流れがない場合の流束との比は次式のように抵抗係数とレイノルズ数で表される。
{\displaystyle {\frac {-f\rho v_{x}^{2}/2}{-\mu v_{x}/y}}={\frac {fRe_{y}}{2}}}
- 熱移動について、流れがある場合の熱流束qf は熱伝達率h を用いてqf = -hΔT であるから、流れがない場合の熱流束との比はヌセルト数Nu またはスタントン数St で表される。
{\displaystyle {\frac {-h\Delta T}{-\lambda \Delta T/\Delta y}}=Nu=St\,Re\,Pr}
- 物質移動についても同様にして、流れがある場合とない場合の質量流束の比はシャーウッド数Sh で表される。

上記における運動量流束の比と熱流束の比は同じ流れでは等しいとすることで各種の相関式が提案されている。熱流束を質量流束に置き換えて作った相関式も成り立つ。
レイノルズのアナロジー（en:Reynolds analogy）
レイノルズは、さらにヌセルト数がプラントル数にも比例すると考え次式を導いた。この式はプラントル数が1の場合、実験的に成り立つ。
{\displaystyle Nu={\frac {f}{2}}Re_{y}Pr} または {\displaystyle St={\frac {f}{2}}}
プラントル・テイラーのアナロジー
レイノルズのアナロジーに対してプラントル数が1から外れた場合に、粘性底層を考慮してプラントルが提案した。粘性底層を実際より厚く見積もるため熱伝達は過小評価されている。
- 平板に沿った流れについて {\displaystyle St_{x}={\frac {f_{x}}{2}}{\frac {1}{1+2.11Re_{x}^{-0.1}(Pr-1)}}}
- 管内流について {\displaystyle St={\frac {f}{2}}{\frac {f}{1+1.99Re^{-0.125}(Pr-1)}},\quad f={\frac {T_{\mathrm {w} }-T_{\mathrm {c} }}{T_{\mathrm {w} }-T_{\mathrm {m} }}}{\frac {u_{\mathrm {m} }}{u_{\mathrm {c} }}}}

ここでT は温度、u は流速、添え字のwは壁面、mは平均値、cは管軸上を表す。
カルマンのアナロジー
プラントル・テイラーのアナロジーからさらに、粘性底層と乱流層の間の遷移層を考慮したアナロジー式。Pr = 0.5～10で実験値とよく一致する。ベルタら、マルチネリによって拡張され、カルマン・ベルタ・マルチネリのアナロジーとも呼ばれる。
コルバーンのアナロジー
等温円管内の発達した乱流熱伝達の実験結果に基づいた経験式。jH はコルバーンのj因子と呼ばれる。平板の乱流熱伝達についても成り立つ。
{\displaystyle j_{\mathrm {H} }\equiv StPr^{2/3}={\frac {f}{2}}}
マルチネリのアナロジー
低プラントル数Pr = 0.004～0.06 の液体金属について、熱流束一様の円管で用いられる。
リョンの式
マルチネリのアナロジーは数式が複雑なため提案された簡便な式。
{\displaystyle Nu_{d}=7+0.025(PrRe_{d})^{0.8},\quad Pr<0.1,\quad 10^{2}<PrRe_{d}<10^{6}}
Subbotinの式
リョンの式と同様、マルチネリのアナロジーの簡便化された式だが、清浄な液体金属の実験値によく合うと言われる。
{\displaystyle Nu_{d}=5+0.025(PrRe_{d})^{0.8}}
チルトン・コルバーンのアナロジー（en:Chilton and Colburn J-factor analogy）
熱移動と物質移動のアナロジーを表す相関式。hは熱伝達率、kは物質移動係数、Scはシュミット数。たとえば空気-水蒸気系では{\displaystyle Sc/Pr\simeq 0.62/0.7\simeq 1}であるためルイスの関係が成り立つ。
{\displaystyle {\frac {h}{k}}=c_{p}\left({\frac {Sc}{Pr}}\right)^{\frac {2}{3}}}